# メイド イン ドリーム
『メイド イン ドリーム』（Maids in Dream）は、メディアワークスのアダルトゲーム雑誌『電撃姫（現・DENGEKI HIME）』の読者参加企画及び、それを原作とするメディアミックス作品のタイトル。略称は「メイドリ」。

## 概要
『電撃姫』1999年Vol.7から2003年12月号まで連載。『電撃姫』が2001年より独立創刊して月刊化するまでは『電撃王』1999年12月号から2000年12月号まで連動企画として連載されていた。月刊化に伴いイベント等を企画しながら公式コスプレイヤーの受付も行っていた。
異世界の洋館で、個性豊かなメイドたちにお題を出し、成功すればご褒美を、失敗すればおしおきをする、メイド調教をライト感覚に楽しめる読者参加企画。
メイドたちは部屋に閉じこもっていたりと屋敷の中は長い間静まり返っており、薄汚れて暗い雰囲気も漂っていた。主人公に課されたのは落ち込んだメイドたちを励まし元気にしてあげる事だった。
成年誌の企画らしく、ご褒美・おしおきのシチュエーションは性的な要素を含むが、性交などの直接的な行為はない。
ヒロインは企画初期、鈴蘭・花梨・撫子・苺だけだったが、後に椿、桜、茘枝の順で追加された。
ゲーム・OVA・小説・プライズフィギュアなど、『電撃姫』誌上で連載された読者参加企画の中で、最も多彩なメディアミックス展開を果たし、また最長の連載期間を誇る作品である（2008年10月現在）。

## スタッフ
- イラスト：すぎやま現象
- 文章：山下卓
- 4コマ漫画：Nori

## あらすじ
この世とは異なる不思議な世界に、四方を門に閉ざされた巨大な洋館があった。そこであなたを待つのは、見目麗しく、個性豊かなメイドたち。美しく可憐な彼女たちのご奉仕にどんな態度で応えるのか―― すべては、ご主人様であるあなたの思いのままなのです――

## 登場人物
声優はゲーム・OVA共通である。

### メイド
鈴蘭（すずらん）
声：かわしまりの
紫色の髪を、後ろで2つのシニヨンにしている。メイド服のメインカラーは深緑。
貴婦人のような高貴な雰囲気をまとう、長身の美女。常に冷静で、優雅な物腰を崩さない。メイドとしての能力は非常に高く、他のメイド達の手本となる存在である。それらを裏付ける努力も怠らない才媛である。その雰囲気からは想像もできないほど、情熱的な性格の持ち主でもある。
小説第1巻、OVAにおけるメインヒロインである。
花梨（かりん）
声：みる
オレンジ色のショートヘア。メイド服のメインカラーは黄色。
明るく天真爛漫な性格で、献身的なご奉仕が暴走してしまう事もしばしばある。ハーブや薬草に関する知識が豊富で、医療の知識もある（メイド服のモチーフもナース服である）。有能な鈴蘭や桜にコンプレックスを感じており、ドジな撫子とは仲が良い。相手に弱みを見せたり、嫌われる事を怖がり、つい虚勢を張ってしまう事もある。
4コマ漫画では、ドジな原作版の性格と、はきはきした小説版の性格の差異をネタにされている。
撫子（なでしこ）
声：長崎みなみ
茶色のウェーブヘアを背中の半ばまで伸ばしているメガネっ娘。メイド服のメインカラーは臙脂。
引っ込み思案で夢見がちな性格。読書や占いが好きで、みんなで騒ぐよりも1人でいる時間が多い。料理と裁縫は得意だが、掃除は苦手。真面目で一所懸命だが、空回りしてドジをする事も。何でも自分で出来る鈴蘭を目標にしている。
小説第3巻におけるメインヒロイン。
苺（いちご）
声：西田こむぎ
ピンクのロングヘアをツインテールにしている。メイド服のメインカラーは朱色。
メイドの中で最も小さい、みんなの末っ子的な存在。思っている事がすぐ顔に出る、素直で無垢な性格で、メイドの仕事も「ご主人様と遊ぶ事」と本気で思っている。ハーモニカが得意で（メイド服のあちこちに、音符があしらってある）、1人で寂しい時などにも吹いている。
椿（つばき）
声：Ruru
『電撃姫』2000年Vol.8掲載回から登場。
青い髪をショートヘアにしている。メイド服のメインカラーは黒。
幼い頃から剣術を嗜み、ご主人様の護衛を仕事にしている。ボーイッシュな雰囲気を持ち、しっかり者に見えるが、年齢は苺とそう変わらなく、まだまだ甘えたがりの年頃。クマのぬいぐるみが好きという、女の子っぽい面も持っている。
桜（さくら）
声：咲ゆたか
『電撃姫』2000年Vol.9掲載回から登場。
艶やかな黒髪を伸ばし、玉飾りのついたメイドキャップをつけている。メイド服のメインカラーは金赤。
少し昔の時代からタイムスリップしてきた、和風メイド。メイド服も大正時代の女学生を思わせるデザインである。常に元気溌剌で誰とでもすぐ友達になれる。また、好奇心旺盛な性格のため、様々な噂や知識を持っている。メイドとしての能力は鈴蘭に劣らないが、周囲を慮ることを忘れ、スタンドプレイに見られる事も。
茘枝（らいち）
声：こむら奈々
『電撃姫』2001年6月号掲載回から登場。
エメラルドグリーンの髪を、両横でシニヨンにしている。メイド服のメインカラーは紫。
中華風の装いの、小柄なメイド。小悪魔的な性格で、鈴蘭や桜などの年上のメイドの前では猫をかぶっているが、年齢が近い椿や苺にはイジワルやイタズラをして困らせている。本当は寂しがり屋で、みんなに構われたいのだが、どのようにしていいのかわからない。常に「李（り）」という名の人形と一緒にいる。
OVAには登場せず、小説版にも「SS」の口絵と4コマにのみ登場しているだけである。

### その他の登場人物
アキオ
声：島崎比呂
小説版1巻およびOVAに、どちらもメイドの「ご主人様」として登場。
小説版では、卒業を控えながら進路に悩む大学生で、ミノリという同い年の恋人がいる。何になりたいかも判らないままに大手商社の内定通知を貰い、混乱するままに「お屋敷」へと誘われた。館での生活に溺れる寸前であったが、鈴蘭の命がけの「ご奉仕」で、自分の成すべき事を見出し、現実世界へと帰っていく。
OVA版では、現実世界での記憶を失っており、本能に飲み込まれるままに、メイドたちとの淫蕩な生活にのめりこんで行く。鈴蘭の「ご奉仕」で記憶を取り戻しかけるが、現実世界に帰らないまま物語は終わる。
みさき
小説版2巻における「ご主人様」。
今どきの女子高生で、常にPHSを手離さないメール依存症。電車にPHSを置きっ放しにした事をきっかけに、「お屋敷」へ迷い込む。鈴蘭たちの嘘話を信じ込み、「悪魔を倒す剣を持った勇者」（＝椿）を探し始めるなど行動力はある。最終的にはお屋敷へ来た原因であり、忘れていた友人との約束を思い出して現実世界へ帰った。
名前は漢字で「岬」と書くが、全編通して平仮名で表記されている。
青年
小説版3巻に登場。
「夢幻の奈落」と呼ばれる、お屋敷とは別の世界に住む。かつて恋人を亡くした悲しみからお屋敷に招かれたが、現実世界に希望を見出す事が出来ず、お屋敷にいる資格を失った。恋人に瓜二つの撫子を「夢幻の奈落」へと誘い込む。
大爺様
小説版における、メイドたちの査定役。
姿を見せず、常に声だけでメイドたちに「ご主人様の来訪」と「査定」を言い渡す。査定の低かったメイドには「おしおき」を容赦なく下す。

## 文庫
電撃G's文庫でメディアワークスより発売された。作者：山下卓、イラスト：すぎやま現象、4コマ：Nori。
原作に比べストーリー性が重視されており、特に第3巻は世界観に関わるシリアスな展開となっている。
短編集のイラストは電撃姫掲載時のイラストから一部修正されている。
- メイド イン ドリーム 1 ISBN 4-8402-1616-9
- メイド イン ドリーム 2 ISBN 4-8402-1689-4
- メイド イン ドリーム 3 〜帰らぬ人々〜 ISBN 4-8402-1782-3
- メイド イン ドリームSS 短編集 ISBN 4-8402-2066-2

## ゲーム
制作はルネ featuring D。2002年6月7日発売。PC専用のアダルトゲームソフト。
序盤から苓枝以外のメイド6人が登場する（苓枝はシナリオ中盤より登場）。

### スタッフ（ゲーム）
- 原作・キャラクター原画・作画監修：すぎやま現象
- シナリオ：テレスコープ
- 音楽：AMS SOUND TEAM
- 主題歌：「Treasure in your Dream」
  - 作詞：神崎詞音 / 作曲・編曲：佐藤和豊 / 歌：西田えり

### ファンディスク
メーカー通販と電撃姫誌上通販のみで販売されていた。
収録内容
- 撫子さんのアルバム
- メイドリ4コマまんが
- オリジナルサウンドトラック
- スクリーンセイバー
- スケジューラー
- システムボイス
- 壁紙

## OVA
れもんは〜とよりテレカ付き初回限定版・通常版が発売された。DVD全二巻・VHS全二巻（18禁）。
スタッフ
- 原作・キャラクター原案・監修 - すぎやま現象
- 監督・演出 - 矢部義勝（一巻）
- 監督・総作画監督・演出 - 早川ナオミ（二巻）
- シナリオ - 真壁六朗太
- 絵コンテ - 田所兵衛
- キャラクターデザイン - 朝起狼
- 作画監督 - 叶みずほ（一巻）・金種満（二巻）
- 美術監督 - たかし
- 色彩設計 - うたえ
- 音響制作 - ダックスインターナショナル
- プロデューサー - 小石川由字・才野美貴
- アニメーションプロデューサー - 石田国松
- アニメーション制作 - J. K. I
- 製作 - れもんは〜と

各巻タイトル
- 一巻「ようこそご主人様」（発売日：2003年7月25日）
- 二巻「メイド達のいる景色」（発売日：2003年12月25日）

## 関連作品

### 書籍
- ザ・コンプリートワークス・オブ・メイド・イン・ドリーム―すぎやま現象画集 ISBN 4-8402-2810-8

### PC用ソフト
- 電撃姫玉姫電箱(Windows 95/98) 2000年8月11日(メディアワークス)[2]
  - 電撃王2000年4月号から8月号に掲載されたイラストと桜の新規描き下ろしイラストがデスクトップアクセサリーとして入っている。
- 電撃姫玉姫電箱2(Windows 98) 2001年(メディアワークス)